# Třtěno
Třtěno je vesnice, část obce Chožov v okrese Louny. Nachází se asi 2,5 km na sever od Chožova. V roce 2011 zde trvale žilo 140 obyvatel.
Třtěno je také název katastrálního území o rozloze 7,95 km².

## Název
Původní název vesnice zněl Trstěn a vznikl z přídavného jména trstěný (vyrobený z trsti, třtinový). V případě vsi byl název přejat podle rybníka s rozsáhlým porostem rákosu. V historických pramenech se jméno vsi objevuje ve tvarech: Trztin (1392), Trzten (1394), Trzstyen (1395), Trzstien (1406), in Trzstienie (1407), ze Třtěna (1444), Třtěn (1496), Trztien (1508), ve Třtění (1533, 1546), v Třtěně (1555), Tržtieno (1615) nebo Křtěno a Kröndorf (1833). Lidově se používal také tvar Křtěno.

## Historie
První písemná zmínka o vesnici pochází z roku 1392.

## Přírodní poměry
Ve vesnici se nachází zdroj hořké vody vápenato-hořečnatého typu podobné Zaječické hořké. Je jím studna u domu čp. 38, ve kterém se voda používala k napájení dobytka. Podle rozboru z roku 1969 voda ze studny obsahovala celkem 4,2 g·l−1 rozpuštěných minerálních látek (96 mg·l−1 sodíku, 272 mg·l−1 draslíku, 510 mg·l−1 vápníku, 293,8 mg·l−1 hořčíku a kromě dalších 224,8 mg·l−1 chloru. U vesnice byl také proveden vrt, který v cenomanských pískovcích zachytil zdroj vody se zvýšeným obsahem fluoru (6,5 mg·l−1).

## Obyvatelstvo
|                                                                     | 1869 | 1880 | 1890 | 1900 | 1910 | 1921 | 1930 | 1950 | 1961 | 1970 | 1980 | 1991 | 2001 | 2011 |
| ------------------------------------------------------------------- | ---- | ---- | ---- | ---- | ---- | ---- | ---- | ---- | ---- | ---- | ---- | ---- | ---- | ---- |
| Obyvatelé                                                           | 405  | 481  | 475  | 511  | 479  | 459  | 469  | 295  | 267  | 243  | 178  | 111  | 111  | 140  |
| Domy                                                                | 72   | 77   | 79   | 84   | 84   | 94   | 105  | 102  | 137  | 80   | 62   | 80   | 83   | 84   |
| Počet domů z roku 1961 zahrnuje domy místní části Mnichovský Týnec. |      |      |      |      |      |      |      |      |      |      |      |      |      |      |

## Pamětihodnosti
Ve Třtěnu se nachází dvě kulturní památky:
- Barokní socha svatého Jana Nepomuckého z roku 1722 stojí na dvojitém soklu s nápisovými deskami na přední a zadní straně. Socha světce v kanovnickém rouchu je v životní velikosti.[8]
- Barokní usedlost čp. 22, zvaná Hüttichův statek, pochází ze druhé ze druhé poloviny osmnáctého století. Tvoří ji obytný dům s kaplí, hospodářské budovy a ohradní zeď.[9]

Kromě nich na návsi stojí kaple Jména Panny Marie a severně od vesnice leží přírodní památka Třtěnské stráně.

## Galerie

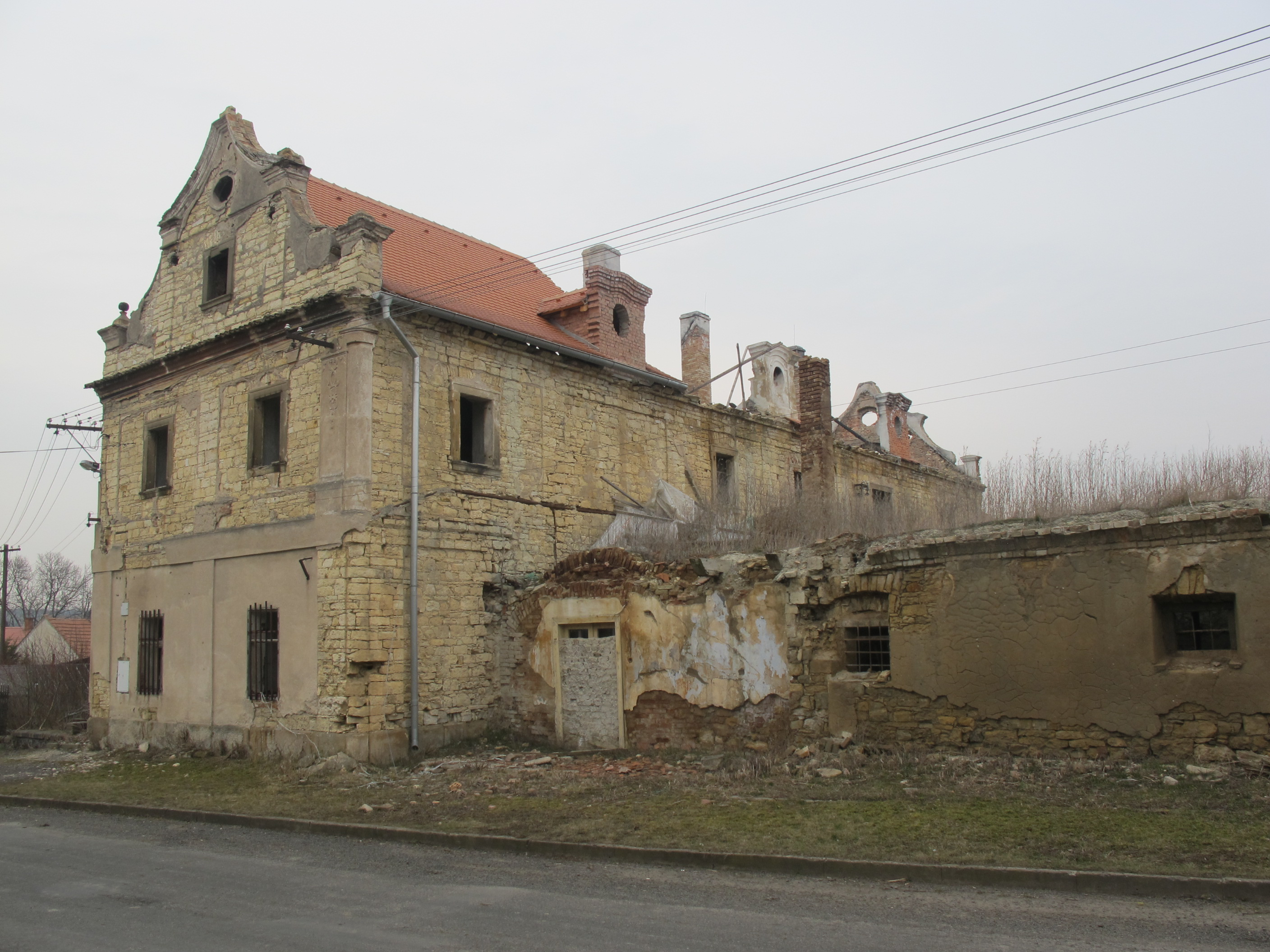
Hüttichův statek
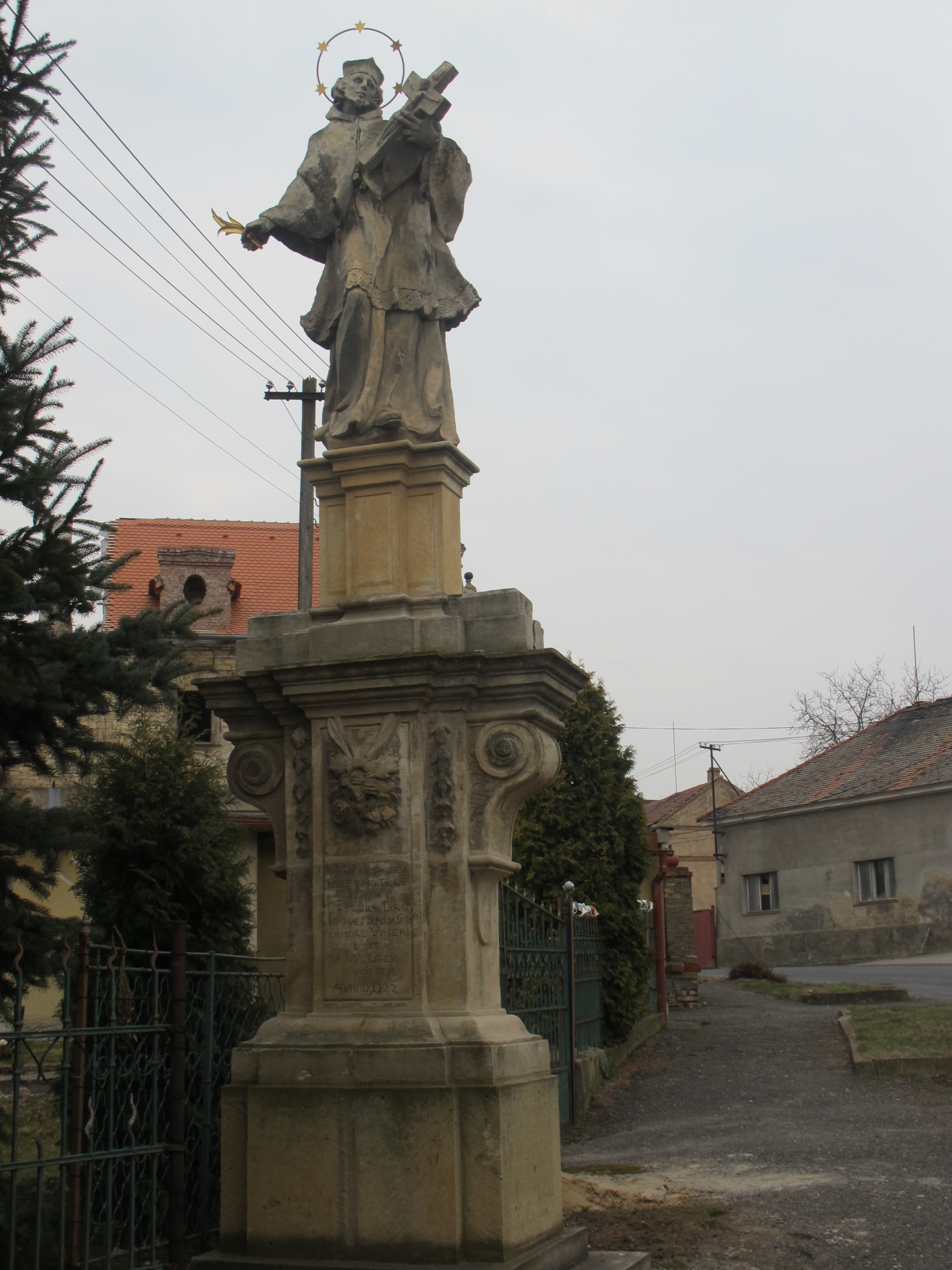
Plastika svatého Jana Nepomuckého
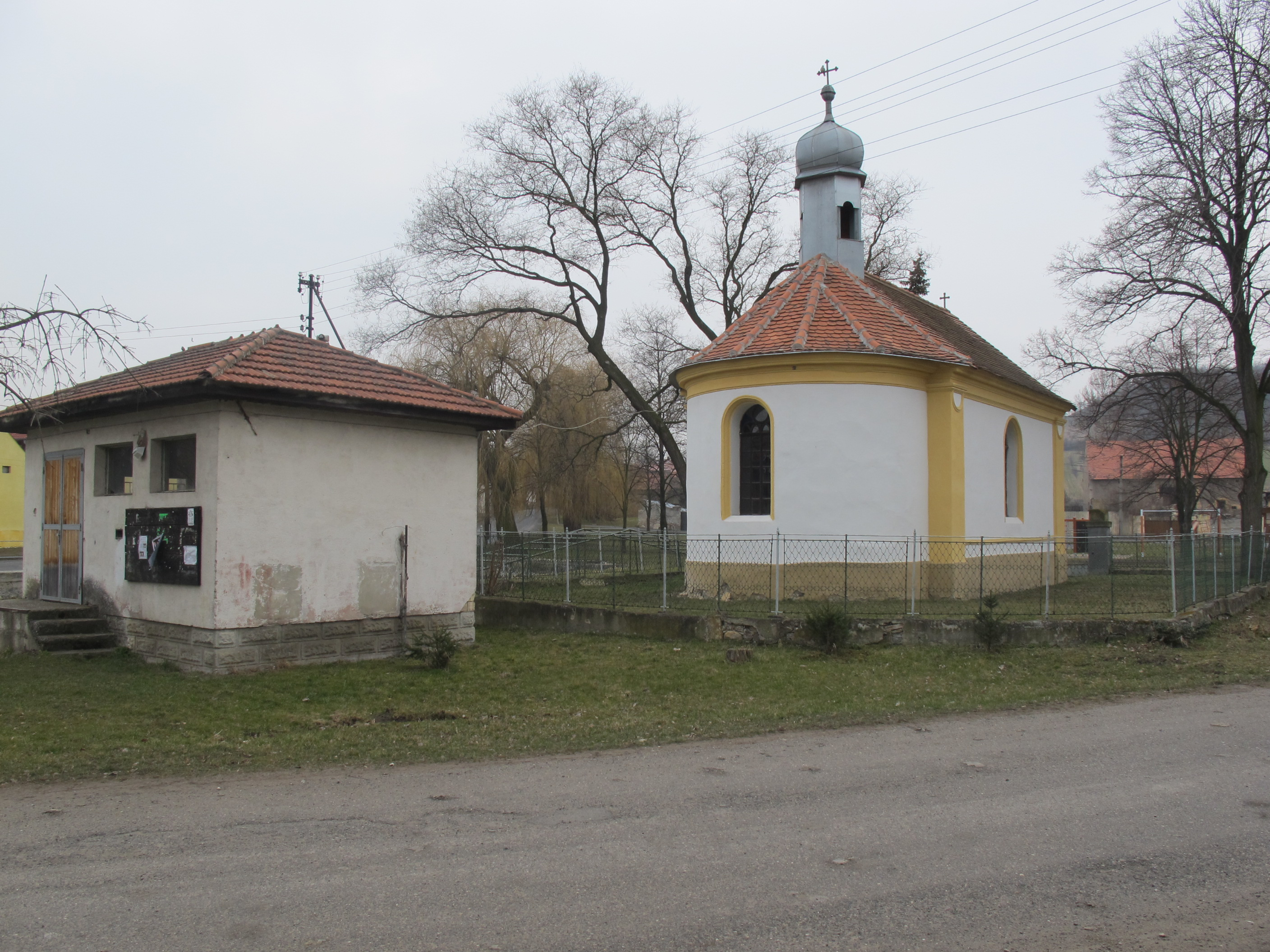
Kaple Jména Panny Marie
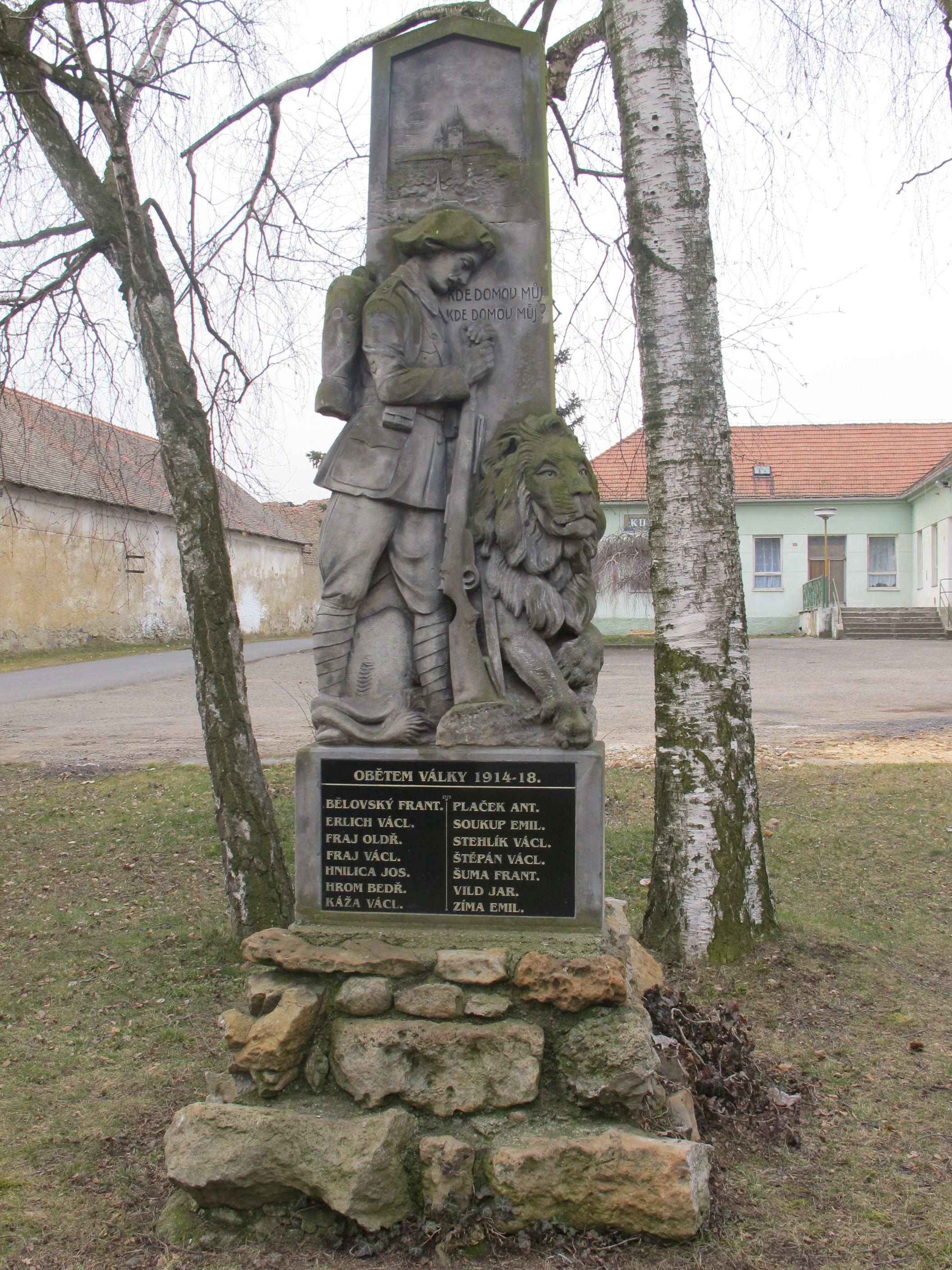
Pomník padlým v první světové válce